# 脫黑脫阿
脫黑脫阿（？—1208年），又称脫黑脫阿·别乞，别乞是族长的意思，12世纪蒙古草原蔑儿乞部的首领。兀都亦惕氏。

## 生平
蒙古部也速该抢走了他弟弟赤列都的未婚妻诃额仑，与蒙古部结怨。后来为了复仇，抢走了也速该儿子铁木真的妻子孛儿帖。被铁木真联合王汗、札木合联军击败，逃到巴尔古津河流域。1197年，在色楞格河附近的莫那察山被铁木真击败。1198年，王汗击败他，儿子脱古思被杀，两子两女被俘虏。1200年，因为帮助泰赤乌部，在斡难河被蒙古部击败。1201年，他派儿子忽都会同哈答斤、散只兀等部参与推举札木合为古尔汗，被铁木真击败于海拉尔河。次年，蔑儿乞与乃蛮、朵儿边、哈答斤、散只兀、塔塔儿等部联军与蒙古会战，阔亦田之战，脫黑脫阿再败。1204年，和乃蛮部在纳忽山败给铁木真，秋，在合剌答勒忽札兀兒被鐵木真擊敗。同年冬，依附乃蛮。1206年，乃蛮灭亡，1208年於額爾齊斯河被鐵木真擊敗並陣亡，其子逃往康里、欽察。1217年，成吉思汗派大将速不台追击脫黑脫阿諸子忽都、合剌、赤剌溫，次年於楚河地區剿滅蔑儿乞殘部。

## 家族成員
- 弟：也客赤列都、赤勒格兒孛闊
- 子：脫古思、忽都、赤剌溫、馬札兒、合勒[5][6]

## 延伸阅读
[在维基数据编辑]
 《新元史/卷117》，出自柯劭忞《新元史》